# 唱片蛤
唱片蛤（学名：Semele carnicolor）为唱片蛤科唱片蛤屬下的一个种。分布於台灣澎湖的大倉島與北部及內海海域、台南市的安平，還有印度洋沿岸，例如：坦桑尼亞。
WoRMS認為丘克氏唱片蛤（Semele jukesii）跟本物種只是唱片蛤的同義詞。